# Sommer-OL 1908
Sommer-OL 1908 blev afholdt i London, Storbritannien. Legenes officielle navn var Den IV Olympiades Lege.
For fjerde gang i træk var der problemer med værtsnationen. Rom skulle havde været værtsby, men da Vesuv havde et udbrud var italienerne nødt til at bruge penge andetsteds. London overtog OL 1908. Desværre var byen også vært for en verdensudstilling samme år – noget som IOC havde lovet at undgå.
Selvom OL havde vind i sejlene efter Athen 1906 var London-legene ikke særligt vellykkede. De foregik igen over flere måneder. Ikke en gang demonstrationssporten cykelpolo kunne redde legene. Men over 2.000 atleter fra 21 lande deltog alligevel. 
Englænderne havde bygget et gigantisk stadion med plads til 66.000 tilskuere. Det var her det hele skulle foregå – i bogstaveligste forstand. Tilskuerne kunne vælge mellem at kigge på en cykelbane, en løbebane, et svømmebassin (med udspringstårn) eller gymnastik og atletik. Eller det hele på en gang.
I London blev det besluttet at man fremover skulle bruge dommere fra diverse lande efter amerikanerne klagede over de britiske dommere og deres entusiasme for britiske deltagere.
Den danske fægter Ivan Osiier blev udtaget for første gang til OL 1908. Han blev udtaget for sidste gang til OL 1948 – også i London. 

## Medaljetabel
Top 10
| Placering | Land                 | Guld | Sølv | Bronze | Total |
| --------- | -------------------- | ---- | ---- | ------ | ----- |
| 1         | Storbritannien (GBR) | 56   | 51   | 39     | 146   |
| 2         | USA (USA)            | 23   | 12   | 12     | 47    |
| 3         | Sverige (SWE)        | 8    | 6    | 11     | 25    |
| 4         | Frankrig (FRA)       | 5    | 5    | 9      | 19    |
| 5         | Tyskland             | 3    | 5    | 5      | 13    |
| 6         | Ungarn (HUN)         | 3    | 4    | 2      | 9     |
| 7         | Canada (CAN)         | 3    | 3    | 10     | 16    |
| 8         | Norge (NOR)          | 2    | 3    | 3      | 8     |
| 9         | Italien (ITA)        | 2    | 2    | 0      | 4     |
| 10        | Belgien (BEL)        | 1    | 5    | 2      | 8     |

## Danskere
Danske deltagere:
- 122 mænd
- 0 kvinder

Danske medaljer:
| Medalje | Navn | Sport                  | Disciplin         |
| ------- | --- | ---------------------- | ----------------- |
| Sølv    | Ludvig Dam | Svømning               | 100 m rygsvømning |
| Sølv    | Peter Marius Andersen August Lindgren Sophus "Krølben" Nielsen Vilhelm Wolfhagen Bjørn Rasmussen Ludvig Drescher Charles von Buchwald Harald Hansen Harald Bohr Johannes Gandil Kristian Middelboe Nils Middelboe Oscar Nielsen | Fodbold                |                   |
| Bronze  | Søren Marinus Jensen | Græsk-romersk brydning | Supersværvægt     |
| Bronze  | Carl Marinus Jensen | Græsk-romersk brydning | Letsværvægt       |
| Bronze  | Anders Andersen | Græsk-romersk brydning | Mellemvægt        |

## Idrætsbegivenhederne

### Boksning
Boksning var på det olympiske program for anden gang i legenes historie. Bortset fra australieren Baker, der vandt sølv i mellemvægt, var samtlige medaljevindere fra Storbritannien eller Irland, der dengang var under engelsk herredømme. Valdemar Holberg gjorde indtryk på arrangørerne af turneringen, men vandt ikke medalje. 

### Fodbold
For første gang ved OL blev der afholdt en officiel fodboldturnering. Turneringen blev afviklet som en cupturnering. 8 hold var tilmeldt, men Ungarn og Bøhmen meldte afbud, så kun 6 hold deltog, heraf to hold fra Frankrig.
Storbritannien vandt turneringen efter at have besejret Danmark i finalen med 2-0. I Danmarks 17-1-sejr over Frankrig A i semifinalen scorede Sophus "Krølben" Nielsen hele 10 mål. Han blev også turneringens topscorer med 11 mål i alt.
| Dato         | Kamp                     | Res. | Stadion, by                | Tilsk. |
| ------------ | ------------------------ | ---- | -------------------------- | ------ |
| Kvartfinaler |                          |      |                            |        |
| 19.10.       | Danmark - Frankrig B     | 9-0  | Shepherds Bush, London     | 2.000  |
| 20.10.       | Storbritannien - Sverige | 12-1 | White City Stadium, London | 2.000  |
| Semifinaler  |                          |      |                            |        |
| 22.10.       | Storbritannien - Holland | 4-0  | White City Stadium, London | 6.000  |
| 22.10.       | Danmark - Frankrig A     | 17-1 | Shepherds Bush, London     | 1.000  |
| Bronzekamp   |                          |      |                            |        |
| 23.10.       | Holland - Sverige        | 2-0  | Shepherds Bush, London     | 1.000  |
| Finale       |                          |      |                            |        |
| 24.10.       | Storbritannien - Danmark | 2-0  | White City Stadium, London | 8.000  |
| Guld | Sølv | Bronze |
| Storbritannien Horace Bailey Arthur Berry Frederick Chapman Walter Corbett Harold Hardman Robert Hawkes Kenneth Hunt Herbert Smith Henry Stapley Clyde Purnell Vivian Woodward | Danmark Peter Marius Andersen August Lindgren Sophus "Krølben" Nielsen Vilhelm Wolfhagen Bjørn Rasmussen Ludvig Drescher Charles von Buchwald Harald Hansen Harald Bohr Johannes Gandil Kristian Middelboe Nils Middelboe Oscar Nielsen | Holland Reinier Beeuwkes Georges de Bruyn Kops Karel Heijting Johannes Kok Johannes de Korver Emil Mundt Louis Otten Gerard Reeman Everardus Snethlage Johannes Sol Jan Thomée Jan-Herman Welcker |